# بروجرد
بُرُوجِرْد (أو بَرُجِرْد -بفتح الباء-) هي مركز مدينة بُرُوجِرْد في محافظة لُرِسْتان، إيران، سُكَّانها من الأكراد اللُّر.[بحاجة لمصدر]
يبلغ عدد سكانها 227,547 حسب إحصاء عام 2006 م.

## أعلام
- عبد الحسين زرين كوب
- محمود الخاتمي
- زهراء رهنورد
- مرشد البروجردي
- بركياروق بن ملكشاه
- هارون مؤنس
- حسين البروجردي